# Мехмед-бег Куленовић
Мехмед-бег Куленовић, Гази Мехмед-бег Куленовић, Мехмед-бег Кулиновић, познат и као Кулин-капетан (Кулен Вакуф, 1776 - Мала Врањска 13. август 1806) био је босански османлијски војник који је постао капетан Босанског ејалета.
Мехмед-бег Куленовић био је син Хаџи-Ибрахим-бега Куленовића из Кулен Вакуфа. Рано је постао турски граничар и добио надимак „Господар Островице“. Неки извори тврде да се побратимио са Иваном Кнежевићем од Семберије, који је од њега откупљивао српско робље. Учествовао је у више војних похода, почев од помоћи београдском паши Абу Бекиру. Покушао је и да умири српски устанак против београдских дахија, који су у ствари били одбегли јањичари. Покушавао је да спречи Карађорђеве устанике да прелазе административну линију босанског ејалета на Дрини. Лета 1806. придружио се османском батаљону Сулејмана-паше Скопљака који је поражен у бици на Мишару. Прота Матеја Ненадовић у својим мемоарима наводи да се сусрео са Кулином пре боја на Мишару током преговора. Описује га као наочитог човека од тридесет година прикладно одевеног.
Константин Ненадовић у књизи Живот и дела великог Ђорђа Петровића, Карађорђа пише да је Кулин-капетан за турбаном имао седам челенки за јунаштво.
Током боја на Мишару држао је лево крило војске и повео је напад пешадије на шанац. Мехмед-бега Куленовића ранио је хитац из мускете у току борбе са Луком Лазаревићем у шуми и он је од ове ране умро. Тело му је пренето у Босну и сахрањено на гробљу џамије у Јањи. Његову сабљу, на којој су били исписани берати (заслуге), током боја на Мишару запленио је Милош Стојићевић Поцерац.

## Занимљивости
Лик Мехмед бега Куленовића у филму Црни Груја и камен мудрости тумачи Драган Јовановић.